# Herzeleid
Herzeleid – pierwszy album studyjny zespołu Rammstein, wydany w roku 1995.
W czasie tworzenia albumu większość członków zespołu miała problemy z kobietami, dlatego nadali albumowi nazwę, oznaczającą Ból serca.
Droga do powstania albumu była długa i wyboista: minął pewien czas, zanim zespół ostatecznie się uformował i ustalił, jaką muzykę chce grać. W 1994 roku ówczesna formacja zespołu (Richard, Till, Oliver i Christoph) wzięła udział w konkursie dla młodych zespołów, w którym nagrodą była sesja w profesjonalnym studiu. Członkowie nagrali swoje demo w domu Richarda, partie solowe Till nagrywał w nocy pod kołdrą, aby nie robić hałasu. Zespołowi udało się wygrać. Zanim doszło do nagrywania pierwszej płyty, do składu dołączyło jeszcze dwóch członków (Flake i Paul Landers), ustalono ostateczną nazwę zespołu.
Prace nad albumem rozpoczęły się w marcu 1995 roku. Początkowo zespół miał problemy ze znalezieniem producenta, ponieważ nikt nie chciał współpracować z nieznanym i początkującym zespołem. Ryzyka podjął się Jacob Hellner, który pracował wcześniej z zespołem Clawfinger. Rammstein udał się do Sztokholmu, aby rozpocząć nagrywanie. Na miejscu zrodziły się kolejne problemy: Hellner chciał współpracować tylko z Tillem, na co nie zgadzali się pozostali członkowie. Współpraca z Hellnerem została zerwana, a album dokończony został w Hamburgu. 25 sierpnia ukazał się pierwszy singel („Du riechst so gut”), a sam album trafił do sprzedaży 24 września.
Po wydaniu albumu zespół zajął się promocją, występując jako support znanych zespołów, także w Polsce. W międzyczasie narodziły się pierwsze kontrowersje: sama nazwa, nawiązująca do wypadku lotniczego w Ramstein, była dość kontrowersyjna. Wiele brukowych dzienników uznało, że kwiat wykorzystany jako tło okładki albumu, ma oznaczać, że członkowie Rammstein uznają się za nadludzi, jednocześnie otwarcie propagując idee nazistowskie. Zespół odciął się od tych pomówień: To nonsens! To tylko zwykła fotografia! – powiedział Flake. Sporo kontrowersji wywołały także występy na żywo grupy, pełne efektów pirotechnicznych. Na początku były to raczej amatorskie zabawy z ogniem, jednak w miarę upływu czasu, członkowie zatrudnili specjalistów od pirotechniki, aby zapewnić bezpieczeństwo sobie i widzom.
2 stycznia 1996 roku ukazał się drugi singel, zatytułowany „Seemann”. Podobnie jak album, nie wzbudził większych sensacji. Sytuacja zmieniła się, kiedy David Lynch wykorzystał utwory „Heirate mich” i „Rammstein” w Zagubionej autostradzie. Sprawa okazała się prosta: zespół szukał reżysera, który nakręciłby dla nich teledysk. Jeden z listów trafił do Lyncha, który dał zespołowi krótką odpowiedź: Wybaczcie, brak czasu, ale muzyka dobra. Jakiś czas później żona Lyncha napisała zespołowi, że Lynch słucha ich piosenek w czasie kręcenia filmu i zapytała, czy nie wyraziliby zgody na wykorzystanie dwóch ich utworów w filmie. Jak nietrudno się domyślić, zespół propozycję przyjął. Sami członkowie nie przypisują Lynchowi aż takiego znaczenia w ich rozgłosie; twierdzą, że był to raczej skutek dobrej promocji. W 2005 roku album został sklasyfikowany na 303. miejscu na liście 500 najlepszych albumów Rock & Metal według niemieckiego magazynu Rock Hard.
Utwory „Wollt ihr das Bett in Flammen sehen?” oraz „Heirate mich” pojawiły się w serialu animowanym Space Ghost Coast to Coast.

## Lista utworów
1. „Wollt ihr das Bett in Flammen sehen?” – 5:17
2. „Der Meister” – 4:08
3. „Weißes Fleisch” – 3:35
4. „Asche zu Asche” – 3:51
5. „Seemann” – 4:48
6. „Du riechst so gut” – 4:49
7. „Das alte Leid” – 5:44
8. „Heirate mich” – 4:44
9. „Herzeleid” – 3:41
10. „Laichzeit” – 4:20
11. „Rammstein” – 4:25

Istnieje jeszcze (co najmniej) 6 utworów nad którymi zespół pracował, lecz nie znalazły się na albumie:
1. Alter Mann (pojawiło się w 1997 na Sehnsucht z inną melodią i częściowo zmienionym tekstem)
2. Sadist
3. Feuerräder
4. Jeder lacht (fragment tekstu wykorzystano kilka lat później w utworze Adios)
5. Schwarzes Glas (riff został użyty w Der Meister oraz Eifersucht)
6. Wilder Wein